# Villa del Parque (Mendoza)
Villa del Parque es un barrio y cabecera de un distrito perteneciente al departamento Godoy Cruz, provincia de Mendoza, Argentina.
Fue fundado en 1912 y su nombre deriva del vecino Parque General San Martín. Sus principales calles son Revolución de Mayo y Talcahuano, entre otras. En 1924 se fundó el Hospital José Néstor Lencinas.
El distrito está delimitado por el dique Frías por el noroeste; por el canal Frías por el norte; por la calle Las Tipas y el Corredor del Oeste por el este; por las calles Segundo Sombra y Martín Fierro y el canal Maure por el sur; y por el piedemonte por el oeste. Limita al norte con el departamento Capital; al este con el distrito Villa Hipódromo; al sur con el distrito Villa Marini; y al oeste con el distrito San Vicente.